# Домбра (инструмент)
Домбра (рус. Домбра, каз. Домбыра) је фолклорни гудачки инструмент којег користе туркијски народи. Највише се користи код Казаха и Ногајца — територија средње Азије. Домбра користи две струне.